# Passing (genre)
Pour les articles homonymes, voir Passing.
Le passing, utilisé dans le contexte du genre, se réfère à la capacité d'une personne à être considérée, en un seul coup d’œil, comme une personne cisgenre d'un genre précis. Le passing s'appuie sur un mélange d'éléments physiques (par exemple la coupe de cheveux et les vêtements) et comportementaux correspondant à certains stéréotypes de genre. En dehors de ces éléments, la confiance en soi est souvent essentielle.

## Définition
Le passing est le fait d'être perçu par l'entourage comme étant du genre ressenti,. Dans le cas du drag, il s'agit d'être perçu comme du genre imité lors de la performance.

## Objectifs
L'amélioration du passing peut éviter des discriminations et violences transphobes. Il s'agit également dans beaucoup de cas d'atténuer la dysphorie de genre,. Enfin, il peut être artistique dans le cas des drag kings et drag queens et dans la ball culture, où il est qualifié de realness (« réalité ») plutôt que de « passing ».
Il est possible d'avoir un passing sans cacher sa transidentité. Au contraire, une personne transgenre peut choisir d'être stealth (« infiltrée »), c'est-à-dire de passer pour cisgenre au quotidien sans dévoiler sa transidentité. Elle se fond donc parfaitement dans la population de son genre revendiqué,. Afin d'y arriver, il faut un passing sans faille. Il est possible d'être stealth dans la sphère publique et out à des proches. Le fait de vivre stealth peut être choisi comme une mesure de protection contre la transphobie,. Le outing est cependant d'autant plus violent s'il arrive,, et les personnes vivant stealth peuvent avoir le sentiment d'être séparées de la communauté LGBT ou de ne pas remplir leur devoir de représentation positive.
Il existe peu d'études sur l'effet du passing sur les expériences sociales des individus. Il semble cependant qu'un bon passing protège de nombreuses discrimination : les personnes trans avec un passing clair sont beaucoup moins souvent sans abri et si elles le sont, elles sont mieux traitées au sein des lieux d'accueil.
D'autres personnes, notamment non binaires ou genderfuck, peuvent rejeter complètement le concept de passing et chercher volontairement à envoyer des signaux de genre ambigus.

## Critères
L'attribution de genre est le processus qui se fait quand un observateur décide du genre d'une autre personne. Cela est parfois appelé le « genrage ».
Suzanne Kessler et Wendy McKenna étudient le fonctionnement de l'attribution d'un genre en soulignant son caractère interactif. Elles observent « d’une part, ce qu’on doit faire pour être perçu comme étant du genre « correct », et d’autre part, quelles règles appliquent les autres pour faire une attribution ». Elles étudient ainsi les propos d'ordre général, l'apparence physique publique, le corps privé et les propos concernant le passé personnel : les deux premiers sont essentiels pour l'attribution initiale, les deux autres n'étant généralement pas visibles lors d'une première rencontre,.
Contrairement à Harold Garfinkel, Kessler et McKenna estiment que « la plus grande partie du travail est faite pour celui ou celle qui s’expose par celui ou celle qui le (la) perçoit. ». Par ailleurs, la catégorie « femme » est attribuée seulement en l'absence de caractéristiques masculines constatées.
Une personne est beaucoup plus susceptible d'être en mesure de lire quelqu'un de sa propre ethnie ; il est généralement admis que c'est parce que les indices genrés de sa propre ethnie sont plus facilement reconnus. Certaines personnes choisissent de quitter leur pays d'origine parce que ces indices genrés peuvent varier considérablement d'un pays à l'autre. La tessiture vocale, la constitution physique, la racine des cheveux, la forme et la structure du visage, l'attitude et les styles vestimentaires peuvent faire partie des raisons invoquées.
Une fois que quelqu'un attribue un genre à une personne, il peut être difficile de lui faire changer d'avis même en cas de coming out. Kessler et McKenna appellent ce phénomène la « naturalité » du genre, c'est-à-dire le présupposé qu'une fois attribué, il ne changera jamais. Le mégenrage est l'action de désigner une personne par un genre qui ne correspond pas à son identité de genre. Il peut être volontaire ou accidentel. Les formes les plus courantes sont l'utilisation de pronoms et d'accords qui ne sont pas ceux utilisés par la personne,, l’utilisation de « madame » ou « monsieur » en contradiction avec son identité de genre.

## Méthodes
L'expression de genre change dans la plupart des transitions. Elle passe d'abord par un changement de la pilosité (incluant la coupe de cheveux), par l'arrêt, l'évolution ou le début d'utilisation de maquillage et par un changement dans le style vestimentaire.
Certaines personnes font en outre évoluer leur voix pour lui donner une sonorité perçue davantage comme féminine ou masculine.

Il existe des pratiques et accessoires ayant comme objectif de faciliter le passing des personnes trans. Les personnes transmasculines peuvent s'appuyer sur plusieurs méthodes de bandage de la poitrine incluant le port du binder, un haut de compression, ainsi que sur le packing, le port d'un objet rembourré ou phallique appelé « packer » pour donner l'apparence d'avoir un pénis,. Les personnes transféminines peuvent choisir de dissimuler leur pénis par des techniques de tucking, de recourir au rembourrage de hanches et de fesses ou encore de porter des prothèses mammaires externes.

Vêtements et accessoires communs chez les personnes transgenres
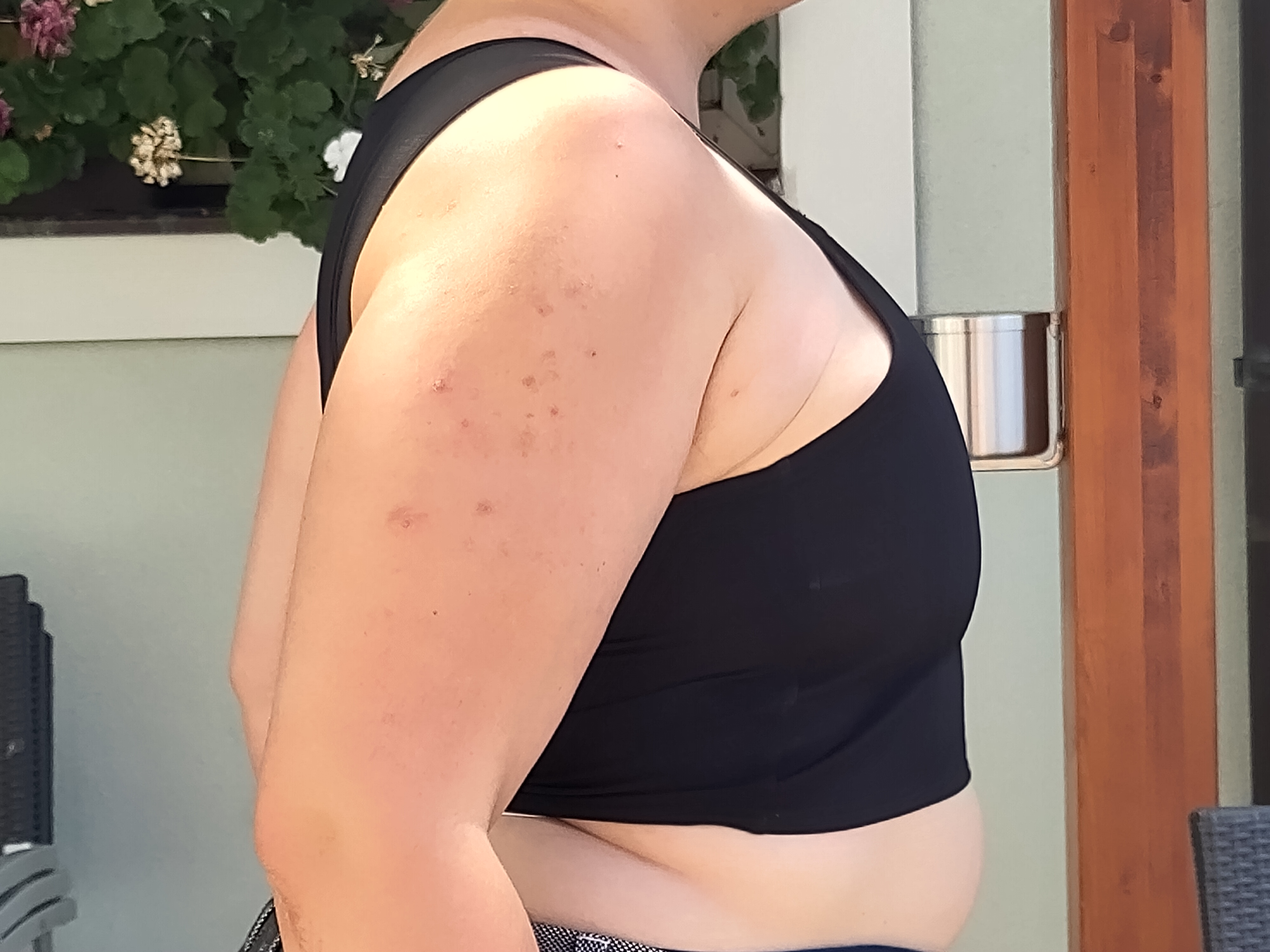
Une personne portant un binder pour atténuer sa poitrine.
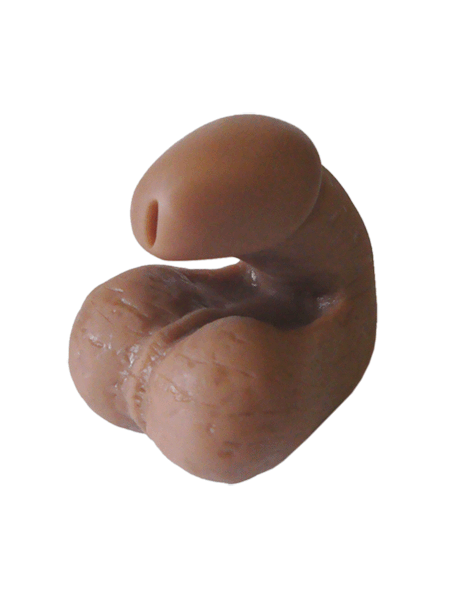
Un packer en silicone.
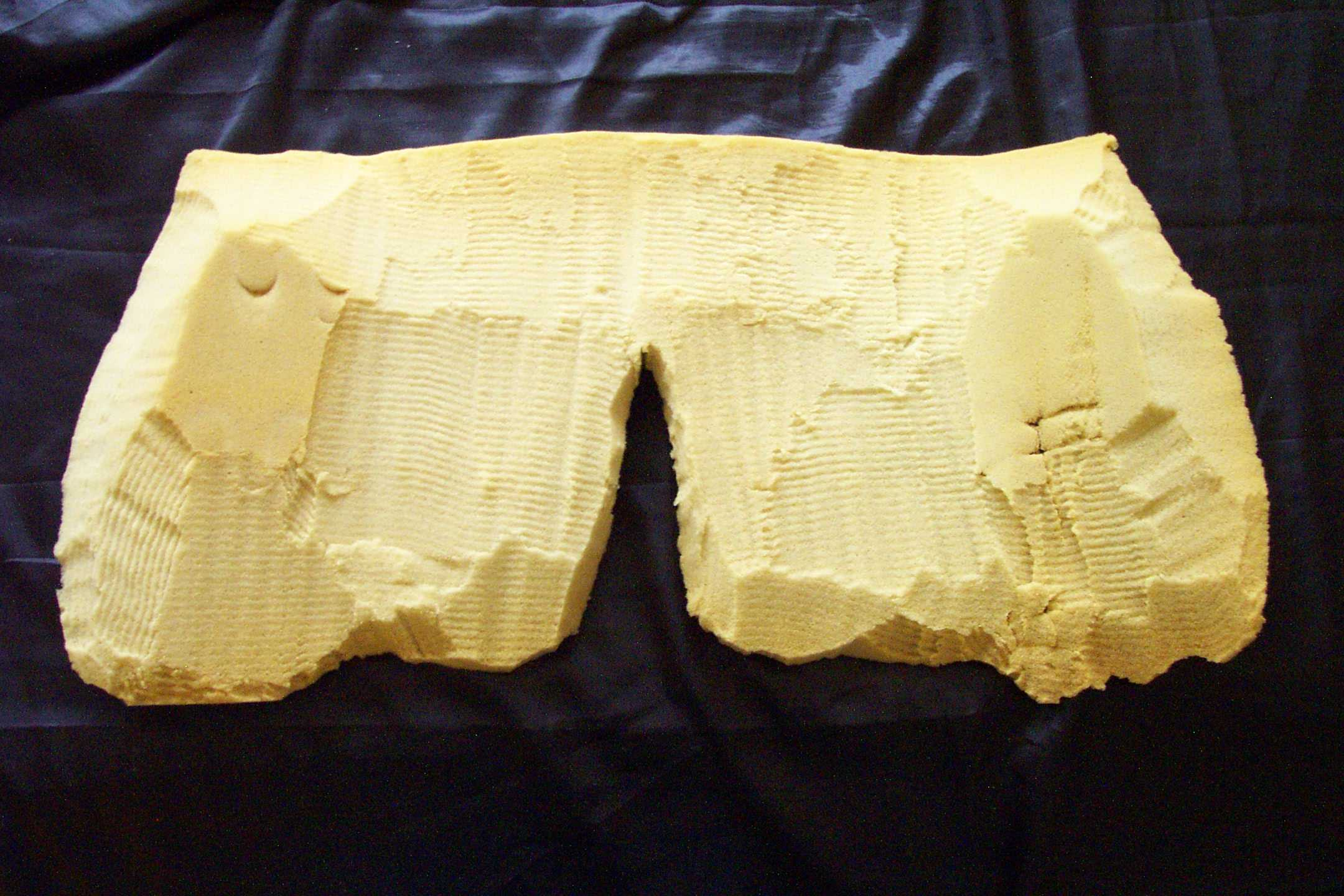
Mousse de rembourrage de hanches et de fesses.
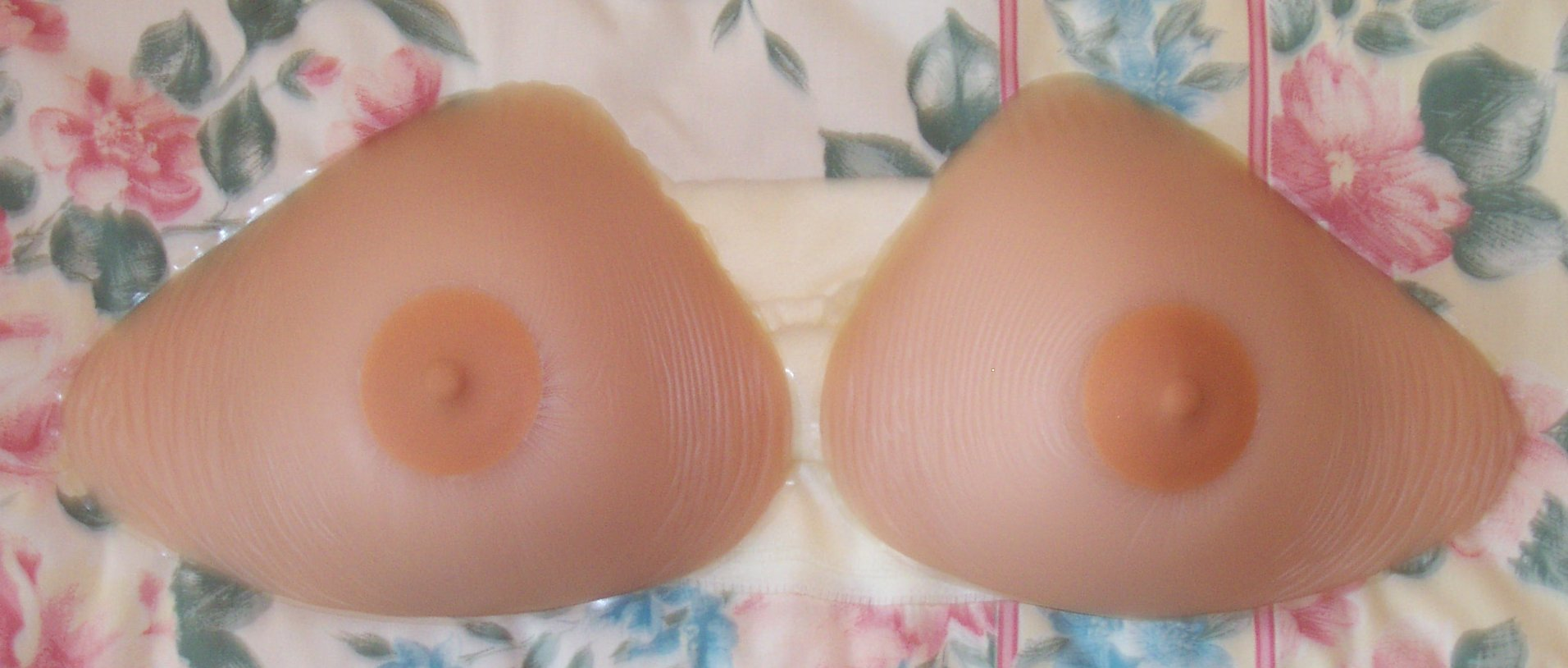
Paire de prothèses mammaires externes en silicone avec mamelons optionnels.

## Historique

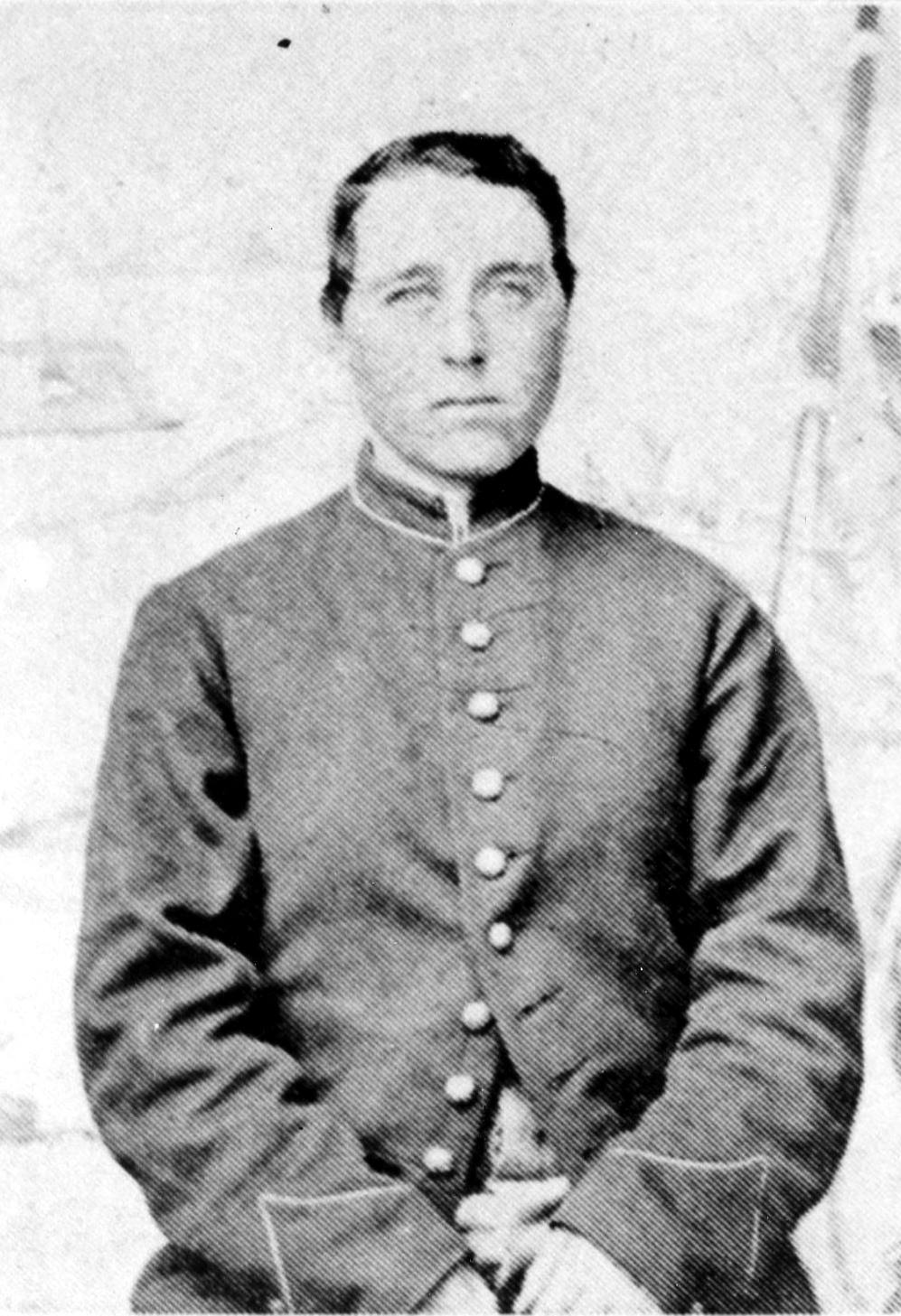
Jennie Irene Hodgers, habillée en Albert Cashier, était soldat irlandais de l'Union Army pendant la guerre civile des États-Unis.

Le principal cas où le passing entre en compte est celui de la transidentité. Historiquement, cependant, des femmes se sont travesties pour avoir des droits particuliers, notamment pour s'enrôler dans leurs armées ou pour travailler dans des professions qui leur sont fermées.
Dans Stone Butch Blues, Leslie Feinberg décrit des lesbiennes issues de la classe ouvrière qui ont choisi dans les années 1960 de passer en tant qu'hommes pour pouvoir travailler à l'usine, prenant parfois de la testostérone pour mieux y arriver. Certaines de ces femmes se sont plus tard identifiées comme transgenres, tandis que d'autres ont détransitionné quand les métiers leur ont été ouverts,,.
Le travestissement d'homme à femme est plus répandu dans les hautes sphères sociales avant l'époque moderne. Il est aussi commun pour le théâtre.
Dans le contexte moderne, le passing concerne essentiellement les personnes transgenres et leur capacité à se faire passer pour cisgenres,.
En France, les circulaires françaises de 2017 encadrant la modification de la mention de sexe à l’état civil « substituent à l’obligation de stérilisation une obligation de passing, c’est-à-dire l’obligation de se présenter devant le tribunal sous l’apparence du genre opposé à celui mentionné à l’origine sur l’acte de naissance ». L'avocat Étienne Deshoulières considère cela comme une discrimination.

## Critiques
Le terme de passing est très utilisé dans les communautés transgenres, mais généralement déconseillé d'utilisation par d'autres publics. En effet, l'idée de « passer pour » une femme ou un homme soutient des stéréotypes transphobes selon lesquels les personnes trans ne seraient pas réellement hommes ou femmes mais des intrus « déguisés » et malhonnêtes,,.